# Parafia Narodzenia Najświętszej Maryi Panny w Brzesku
Parafia pw. Narodzenia Najświętszej Maryi Panny w Brzesku – parafia rzymskokatolicka, należąca do  dekanatu Pyrzyce, archidiecezji szczecińsko-kamieńskiej, metropolii szczecińsko-kamieńskiej. W parafii posługują księża diecezjalni. Według stanu na wrzesień 2018 proboszczem parafii był ks. Janusz Skoczeń. 

## Miejsca święte

### Kościół parafialny
Kościół Narodzenia Najświętszej Maryi Panny w Brzesku

### Kościoły filialne i kaplice
- Kościół Matki Bożej Różańcowej w Letninie[1]
- Kościół św. Michała Archanioła w Mechowie[1]
- Kościół św. Brata Alberta Chmielowskiego w Myśliborkach[1]